# Equivalente a tempo pieno
L'Equivalente a tempo pieno (In inglese: full-time equivalent o FTE) è un'unità di misura che indica la quantità di lavoro svolto (o pianificato) da un lavoratore (o studente) in un modo comparabile tra diversi contesti.
L'unità è ottenuta dividendo le ore lavorate medie di un lavoratore (o studente) rispetto al numero di ore lavorate medie di un lavoratore (o studente) a tempo pieno. Di conseguenza, una persona impegnata full-time è contata come 1 FTE, mentre una persona impegnata part-time corrisponde a un valore proporzionale alle ore lavorate o studiate. Per esempio, un lavoratore che in media lavora 24 ore in una settimana lavorativa che a tempo pieno corrisponde a 40 ore, è contata 0,6 FTE.

## ULA (Unità lavorative anno)
L'FTE è utilizzato anche quando occorra calcolare il numero annuo di addetti di un'organizzazione. Ad esempio, per rispondere alle definizioni di micrompresa, piccola impresa, media impresa o grande impresa secondo la norma UE. In Italia, è noto come  unità lavorative-anno (ULA). La definizione tiene conto dell'apporto parziale (durante l'anno) di talune tipologie di addetti, a prescindere dal contratto di lavoro (a parte eccezioni individuate nei regolamenti di calcolo dei parametri).
La legislazione vigente definisce quali categorie di addetti vanno compresi nel calcolo dell'ULA, la cui base è mensile e poi rapportata all'anno; chi si occupa di amministrazione del personale sa indicare con precisione l'ULA perché è un valore che proviene dal software paghe. Il valore decimale è arrotondando per eccesso all'unità.

## Esempi di calcolo

### Calcolo a consuntivo
L'azienda Alpha ha in organico quattro persone. Nel mese di Gennaio 2023, l'azienda ha misurato (per esempio tramite le timbrature dei cartellini) che sono state lavorate in totale da tutti i dipendenti 504 ore. 
Se l'orario di lavoro in Alpha corrisponde a 168 ore al mese, gli FTE per l'azienda Alpha sono: 504 ore lavorate totali / 168 ore di un lavoratore full-time = 3 FTE
Poiché l'azienda Alpha impiega quattro persone, significa che alcuni lavoratori sono part-time. Se l'azienda avesse impiegato tre persone full-time avrebbe raggiunto lo stesso livello di ore lavorate totali.
L'FTE potrebbe risultare anche decimale, ma conviene (le applicazioni software che si occupano di pianificazione lo fanno in automatico) arrotondarlo all'unita, per eccesso.

### Calcolo FTE necessari per un progetto
Si ipotizzi che un team sia vincolato a portare a termine entro una settimana un progetto, che per essere completato richiede di svolgere due attività:
- Attività 1: richiede 50 ore di lavoro
- Attività 2: richiede 30 ore di lavoro

Le attività possono essere svolte da chiunque e possono essere svolte in contemporanea.
Assumendo che il progetto sia svolto da un’organizzazione con un orario di lavoro full-time di 40 ore a settimana, per raggiungere l’obiettivo in tempo saranno necessari 2 FTE, cioè l’equivalente di 2 persone impiegate per 40 ore alla settimana. 
Il numero di FTE non corrisponde necessariamente al numero di risorse (persone) da assegnare al progetto. Il team potrebbe raggiungere il fabbisogno di lavoro in molti modi, per esempio assegnando:
- 2 persone impiegate full-time
- 1 persona impiegata full-time e 2 persone part-time al 50%
- 4 persone impiegate al 50%
- etc.